# Eupithecia spaldingi
Eupithecia spaldingi là một loài bướm đêm trong họ Geometridae.